# Novosibirsky (huyện)
Huyện Novosibirsky (tiếng Nga: ? райо́н) là một huyện hành chính tự quản (raion), của Tỉnh Novosibirsk, Nga. Huyện có diện tích 2874 kilômét vuông, dân số thời điểm ngày 1 tháng 1 năm 2000 là 114100 người. Trung tâm của huyện đóng ở Novosibirsk.